# Tambora
Vous lisez un « bon article » labellisé en 2024.
Pour les articles homonymes, voir Tambora (homonymie).
Le Tambora, en indonésien Gunung Tambora, est un stratovolcan actif qui forme la péninsule de Sanggar de l'île de Sumbawa, dans l'archipel des Petites îles de la Sonde, en Indonésie. Il culmine à 2 850 m d'altitude mais avant l'éruption de 1815, qui a formé une caldeira de près de 6 km de diamètre et 1 110 m de profondeur, il s'élevait à une altitude d'environ 4 300 m. Le volcan se situe à 340 kilomètres au nord de la fosse de la Sonde, une des zones sismiques les plus actives de la planète, et constitue un des éléments de la chaîne volcanique de la Sonde qui compte des dizaines de volcans actifs tels que le Krakatoa. Le Tambora est âgé d'environ 50 000 ans ; ses laves sont très diversifiées, ce qui est typique des zones de subduction, avec des compositions chimiques semblables à celles du mont Rinjani sur l'île voisine de Lombok. Ses éruptions peuvent ainsi être aussi bien effusives qu'explosives.
L'éruption de 1815 est la plus violente éruption volcanique connue dans les temps historiques, et surtout la plus meurtrière avec au moins 90 000 morts. Elle entraîna des perturbations climatiques telles que l'année 1816 est connue dans l'hémisphère nord comme l'année sans été. Les récoltes furent catastrophiques, et une famine frappa certaines régions d'Europe, d'Asie et d'Amérique du Nord. À l'échelle mondiale le nombre de victimes des conséquences de l'éruption est estimé à 200 000 personnes. Les fouilles archéologiques montrent que l'éruption mit définitivement fin à la culture de Tambora, une culture autochtone florissante qui commerçait avec toute l'Asie du Sud-Est.
Aujourd'hui la péninsule de Sanggar reste peu peuplée et abrite une importante biodiversité et des écosystèmes variés. En 2015 est créé le parc national du Mont Tambora pour protéger 716 km2 de forêt tropicale et de prairies d'altitude sur les flancs du volcan. L'activité du volcan est surveillée par des observatoires sismologiques afin de prévenir toute nouvelle catastrophe. En effet, le volcan montre quelques signes d'activité de temps à autre, marqués par de petites éruptions, notamment en 1967 et en 2011.

## Géographie

### Situation

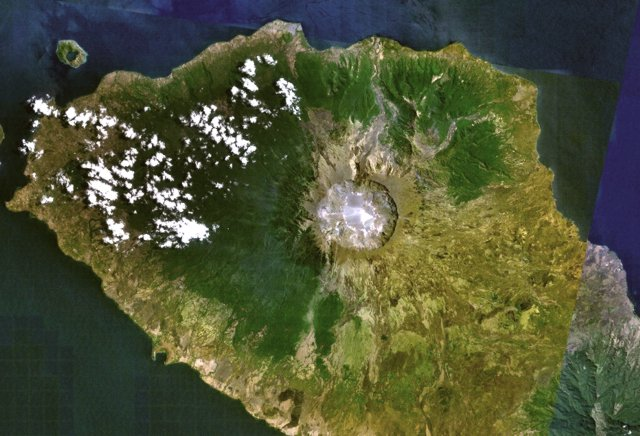
Image satellite du Tambora au centre de la péninsule de Sanggar.

Le Tambora, également appelé Tomboro, est situé dans le nord de l'île de Sumbawa, qui fait partie des Petites îles de la Sonde. Ces dernières constituent la partie sud-est de l'arc volcanique indonésien. Le Tambora forme la péninsule de Sanggar, longue de 60 km et large de 20 à 40 km. Elle est bordée au nord par la mer de Florès et séparée du sud et de l'ouest de l'île par la baie de Saleh mesurant environ 80 km de long et 30 km de large.
Les environs immédiats du volcan sont entourés par quelques villages : Sanggar à l'est, Doro Peti et Pesanggrahan au nord-ouest, Calabai à l'ouest. Plus loin vers l'est, à une cinquantaine de kilomètres du cratère, se trouvent les villes de Dompu et de Bima.

### Topographie
Le volcan forme un cône dont la base fait 60 km de diamètre, ce qui est plus large que la péninsule de Sanggar, la base se trouvant sous le niveau de la mer. Le sommet du cône volcanique est tronqué et occupé par une caldeira de 6 km de diamètre. Le point le plus haut du volcan se trouve sur le rebord occidental de la caldeira, à 2 850 m d'altitude.

### Géologie

#### Contexte et formation

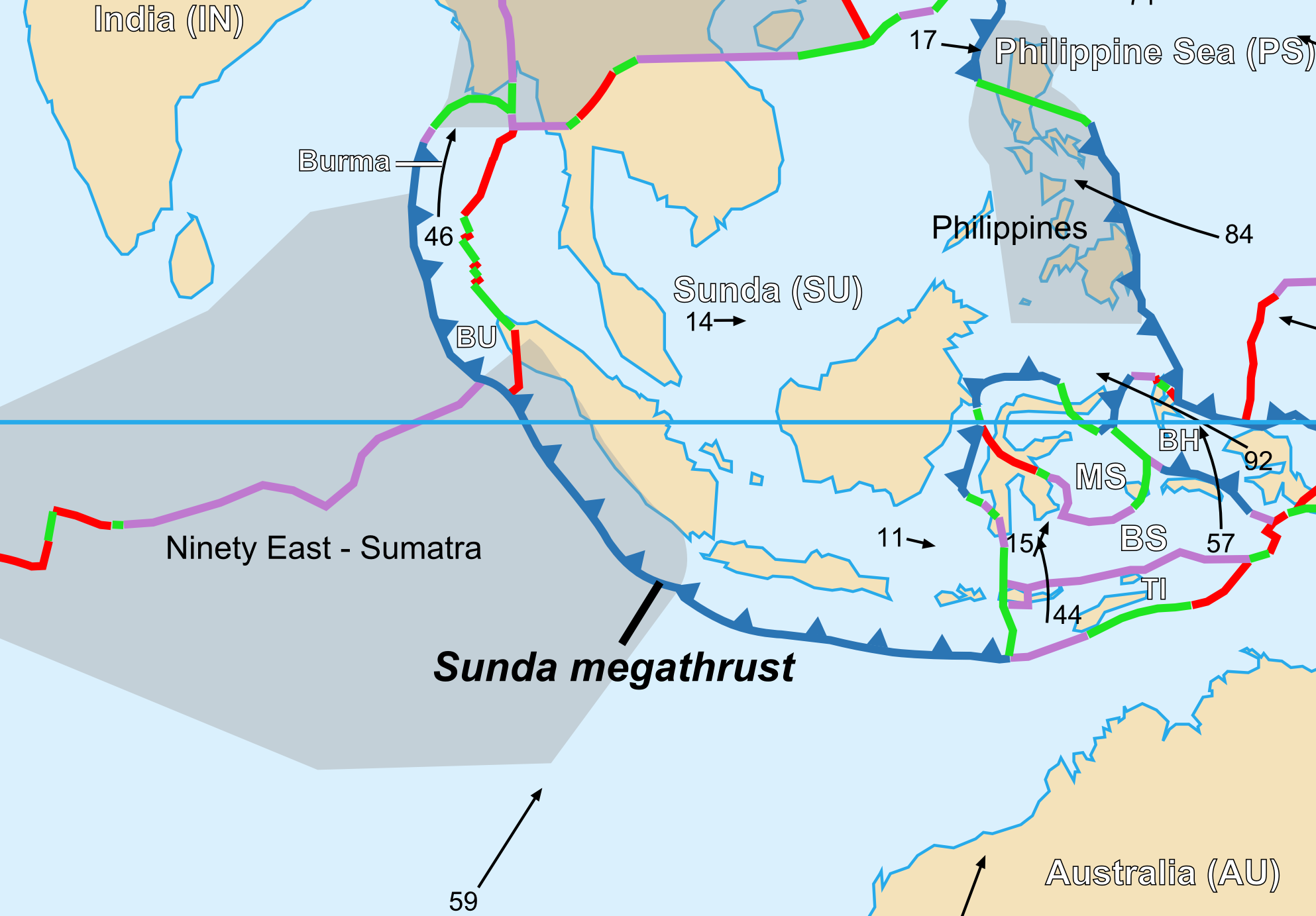
Contexte tectonique de la région (l'île de Sumbawa est située sous la flèche du numéro 11).

L'île de Sumbawa fait partie de l'archipel volcanique de la Sonde constitué de séries calco-alcalines dont les plus anciennes datent du Miocène inférieur. Cet arc volcanique est formé par la subduction vers le nord de la plaque tectonique australienne sous la plaque de la Sonde, à une vitesse de 7,8 cm par an. La partie orientale de Sumbawa, à laquelle se rattache la péninsule de Sanggar, est constituée de laves et de brèches volcaniques d'âge miocène : basaltes, andésites, dacites, diorites, trachytes, syénites. Au nord de l'île, ces unités sont recouvertes par les produits volcaniques récents du Tambora et du Sangeang Api : lapilli, lahars, scories et bombes volcaniques. Les principales structures géologiques sont d'orientation NO-SE et NE-SO.
Le Tambora est situé sur la plaque de la Sonde, à 340 km au nord de la fosse de la Sonde, qui marque la limite entre les plaques australiennes et de la Sonde, et environ 180 km à l'aplomb de la plaque australienne subductée. Celle-ci étant constituée de croûte océanique, elle détermine la nature des laves arrivant dans la chambre magmatique et in fine le type d'éruption.
Les estimations de l'âge du début de l'activité volcanique du Tambora vont de 57 000 à 43 000 ans. L'activité volcanique du Tambora alimente une grande chambre magmatique préexistante sous l'île de Sumbawa. L'île de Moyo s'est également formée dans le cadre de ce processus géologique au cours duquel la baie de Saleh est apparue pour la première fois il y a environ 25 000 ans.

#### Pétrologie et géochimie

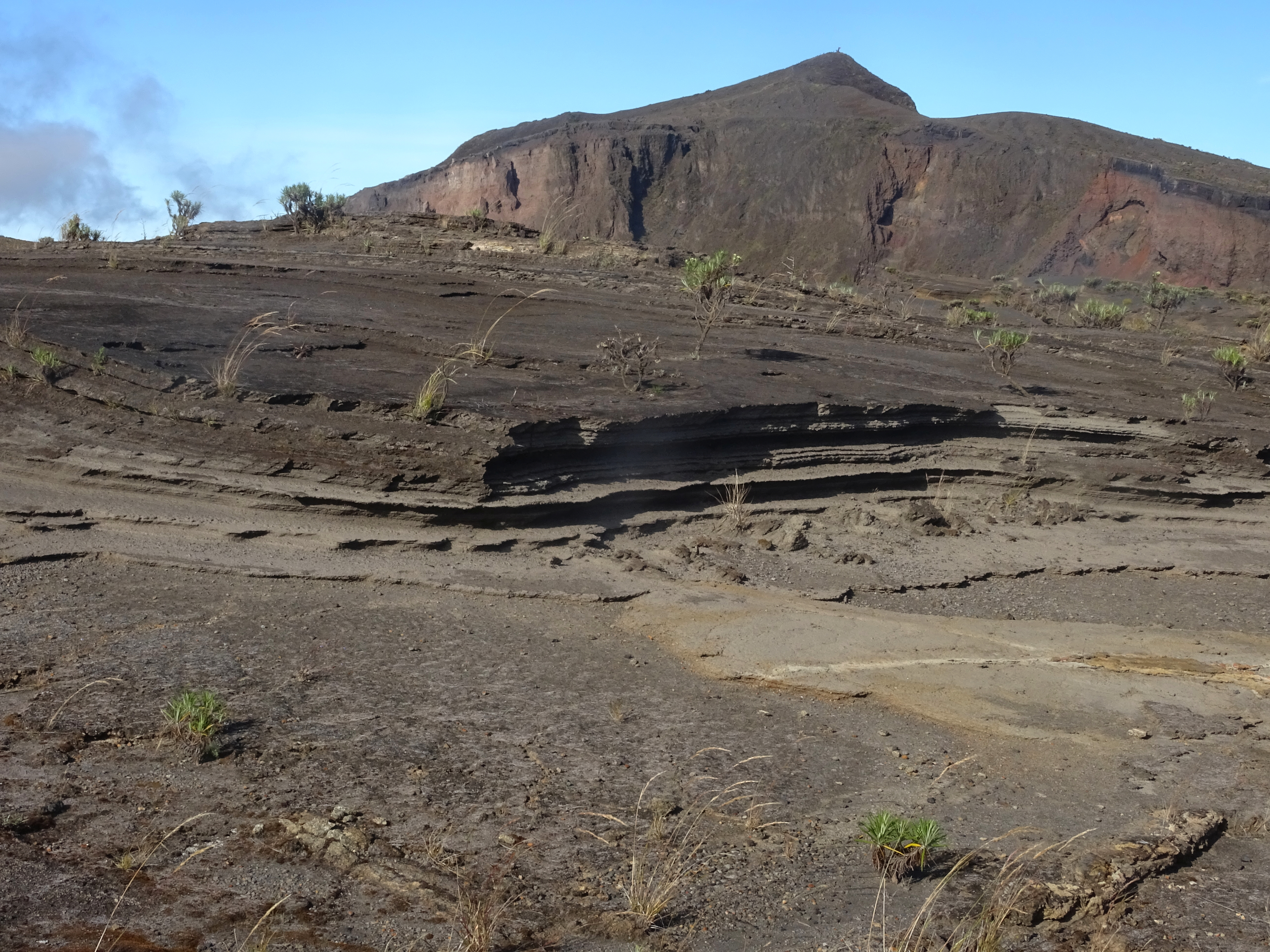
Couches de téphra près du sommet du Tambora visible en arrière-plan.

Le Tambora peut aussi bien connaître des éruptions effusives qu'explosives. Il produit des trachybasaltes et des trachyandésites riches en potassium. Ces roches volcaniques contiennent des phénocristaux d'apatite, de biotite, de clinopyroxène, de leucite, de magnétite, d'olivine et de plagioclase, la composition exacte des phénocristaux variant d'un type de roche à l'autre. L'orthopyroxène est absent des trachyandésites du Tambora. L'olivine est surtout présente dans les roches contenant moins de 53 % de silice, tandis qu'elle est absente des roches volcaniques plus riches en celle-ci, caractérisées par la présence de phénocristaux de biotite. Les séries mafiques contiennent également de la magnétite titanique et les trachybasaltes sont dominés par des plagioclases riches en anorthosite. Le rubidium, le strontium et le pentoxyde de phosphore sont particulièrement présents dans les laves du Tambora, bien plus que dans les laves comparables du mont Rinjani voisin. Les laves du Tambora sont légèrement enrichies en zircon par rapport à celles du Rinjani.
Le magma impliqué dans l'éruption de 1815 provient du manteau avec des contaminations lors de sa remontée par des sédiments et autres roches issues de la fusion de la croûte subductée. La composition du magma porte l'empreinte de processus de cristallisation fractionnée dans les chambres magmatiques. Les rapports 87Sr/86Sr mesurés au Tambora sont similaires à ceux du mont Rinjani plus à l'ouest, mais montrent des valeurs inférieures à celles mesurées au Sangeang Api plus à l'est. Les niveaux de potassium des roches issues du Tambora dépassent 3 %, ce qui les place dans la gamme des shoshonites pour les séries alcalines.
Depuis l'éruption de 1815, les dépôts les plus bas sont constitués de séquences superposées de lave et de matériaux pyroclastiques. Environ 40 % des couches sont représentées par des coulées de lave d'un à quatre mètres d'épaisseur et le reste par d'épaisses couches de scories et par les produits d'altération des coulées de lave. Dans les dépôts supérieurs, la lave est intercalée avec des scories, des tufs, des coulées pyroclastiques et des retombées pyroclastiques. Le Tambora compte au moins vingt cônes volcaniques secondaires ainsi que des dômes de lave, dont le Doro Afi Toi, le Kadiendi Nae, le Molo et le Tahe. Ces évents secondaires produisent principalement des coulées de lave basaltique.

### Climat

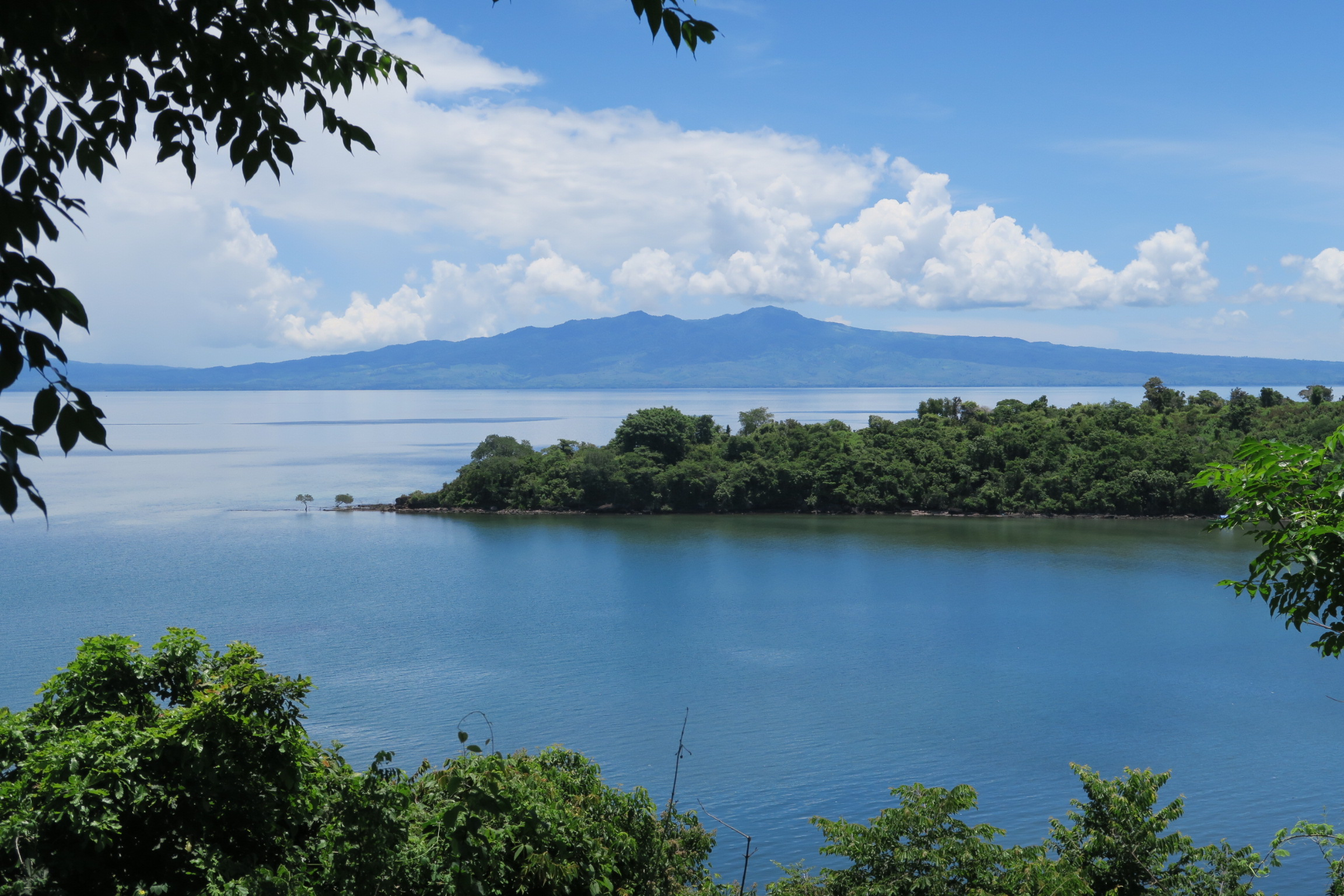
Vue du Tambora dominant la baie de Saleh.

Le climat des Petites îles de la Sonde est de type tropical, influencé par les alizés et la mousson asiatique. L'année est rythmée par la saison des pluies, de novembre à mars, et la saison sèche, d'avril à octobre. De plus le relief montagneux influence fortement le climat à l'échelle locale. Les versants sous le vent et au vent de la mousson montrent des disparités de pluviométrie, ce qui influe sur le couvert végétal. La pluviométrie moyenne dans les plaines au pied du volcan est de 1 000 mm/an tandis que les reliefs reçoivent jusqu'à 3 500 mm/an.
L'importance du relief structure également le climat. De la base au sommet du volcan, il évolue d'un climat tropical humide vers un climat montagnard.

### Faune et flore

#### Flore

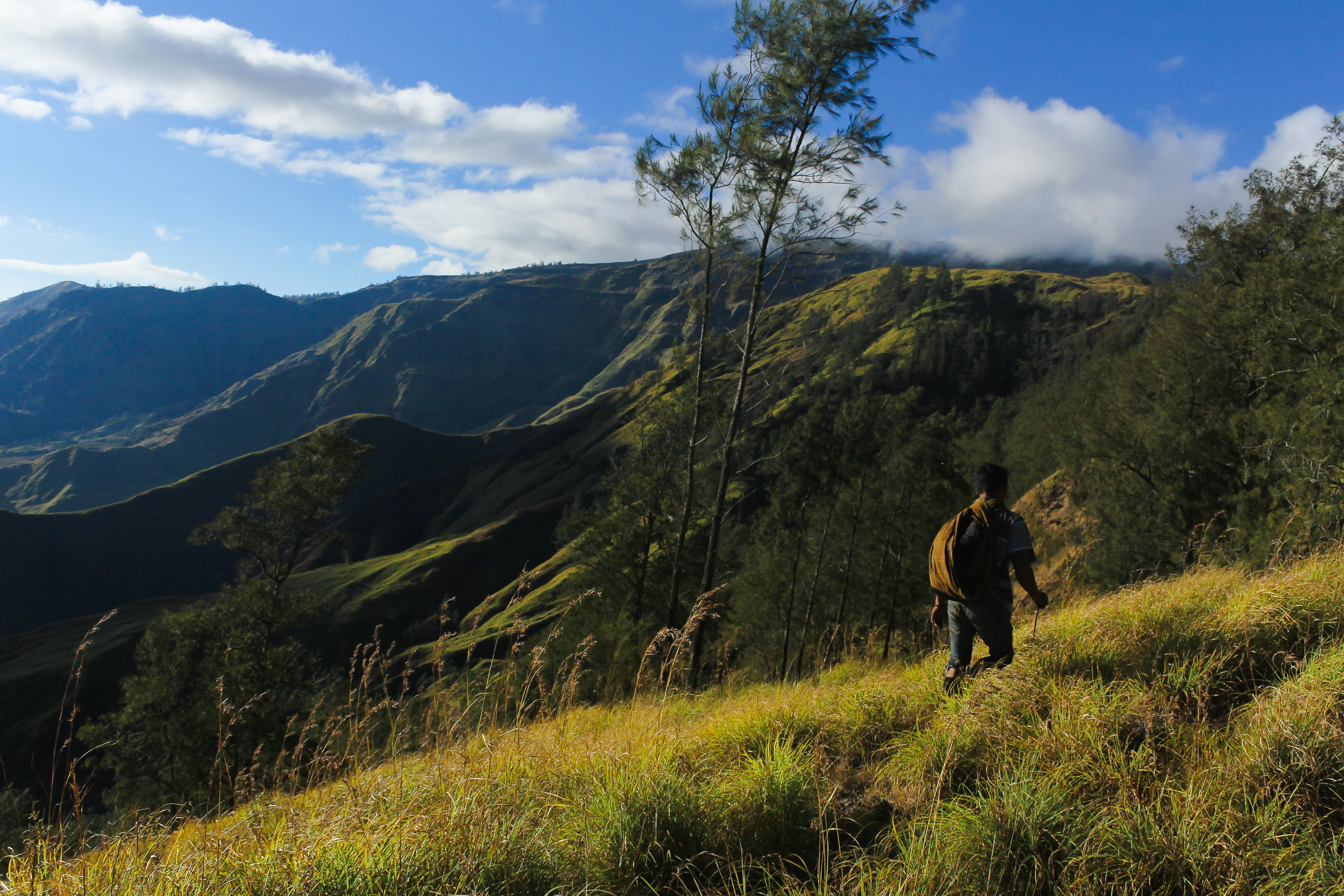
Paysage de prairies et de forêts sur les flancs du Tambora.

Après la dévastatrice éruption de 1815, la vie sur les flancs du volcan est repartie de zéro. Les scientifiques estiment qu'il a fallu environ un siècle pour que les écosystèmes se rétablissent.
Une équipe dirigée par le botaniste suisse Heinrich Zollinger arrive à Sumbawa en 1847. Zollinger et ses équipiers sont les premiers à revenir dans la zone de la caldeira depuis la catastrophe 32 ans plus tôt. Le paysage est encore dévasté. Au cours de son ascension vers le sommet, dont s'échappe encore de la fumée, ses pieds s'enfoncent à plusieurs reprises à travers une fine croûte superficielle, refroidie et solidifiée, recouvrant une couche plus chaude de soufre pulvérulent. La végétation commence à repousser par endroits, y compris des arbres sur les pentes inférieures. Lors de l'ascension, une forêt de Casuarina est observée entre 2 200 et 2 550 mètres d'altitude, ainsi que plusieurs prairies d'Imperata cylindrica.
La réinstallation des habitants commence en 1907, ce qui va modifier le paysage avec notamment des plantations de café près du village de Pekat sur le versant nord-ouest. Dans les années 1930 une forêt tropicale dense de Duabanga moluccana s'est développée entre 1 000 et 2 800 mètres d'altitude et recouvre une superficie de 80 000 hectares. Cette forêt tropicale est explorée par une équipe néerlandaise, dirigée par Koster et de Voogd en 1933. D'après leurs récits, ils entament leur voyage dans un « pays assez stérile, sec et chaud » avant d'entrer, sur les premières pentes, dans une « jungle imposante » avec d'« énormes et majestueux géants de la forêt ». À 1 100 mètres d'altitude, la végétation devient plus arbustive. Au-dessus de 1 800 mètres, ils trouvent des plantes à fleurs Dodonaea viscosa accompagnées par des Casuarina. Au sommet de la montagne poussent de façon clairsemée des Leontopodium (en) et des Wahlenbergia.
Aujourd'hui, les pentes les plus basses du volcan sont occupées par une forêt tropicale humide au nord-ouest (direction des vents de mousson) tandis que le flanc sud-est est occupé par une savane arborée. Avec l'altitude la végétation évolue vers une brousse plus ou moins dense. Les prairies d'altitude se multiplient vers la zone sommitale.

#### Faune
Une étude zoologique réalisée en 1896 recensait 56 espèces d'oiseaux, principalement des Zosteropidae. Depuis, de nombreuses autres études ont suivi et de nos jours plus de 90 espèces d'oiseaux sont identifiées, parmi lesquelles le cacatoès soufré (Cacatua sulphurea), la perruche de Geoffroy (Geoffroyus geoffroyi), le mainate religieux (Gracula religiosa), le coq de Java (Gallus varius), le loriquet arc-en-ciel (Trichoglossus moluccanus), le milan sacré (Haliastur indus), la crécerelle d'Australie (Falco cenchroides), le drongo de la Sonde (Dicrurus densus), le zostérops à lunettes jaunes (Zosterops wallacei) et des grives asiatiques (Zoothera sp.).
Les savanes et forêts entourant le Tambora abritent également des cervidés comme le cerf rusa (Cervus timorensis), des buffles domestiques (Bubalus bubalis), des cochons marrons (Sus domesticus), des macaques crabiers (Macaca fascicularis), plusieurs espèces de chauves-souris, ainsi que diverses espèces de reptiles dont le varan malais (Varanus salvator) et le python tapis (Morelia spilota).

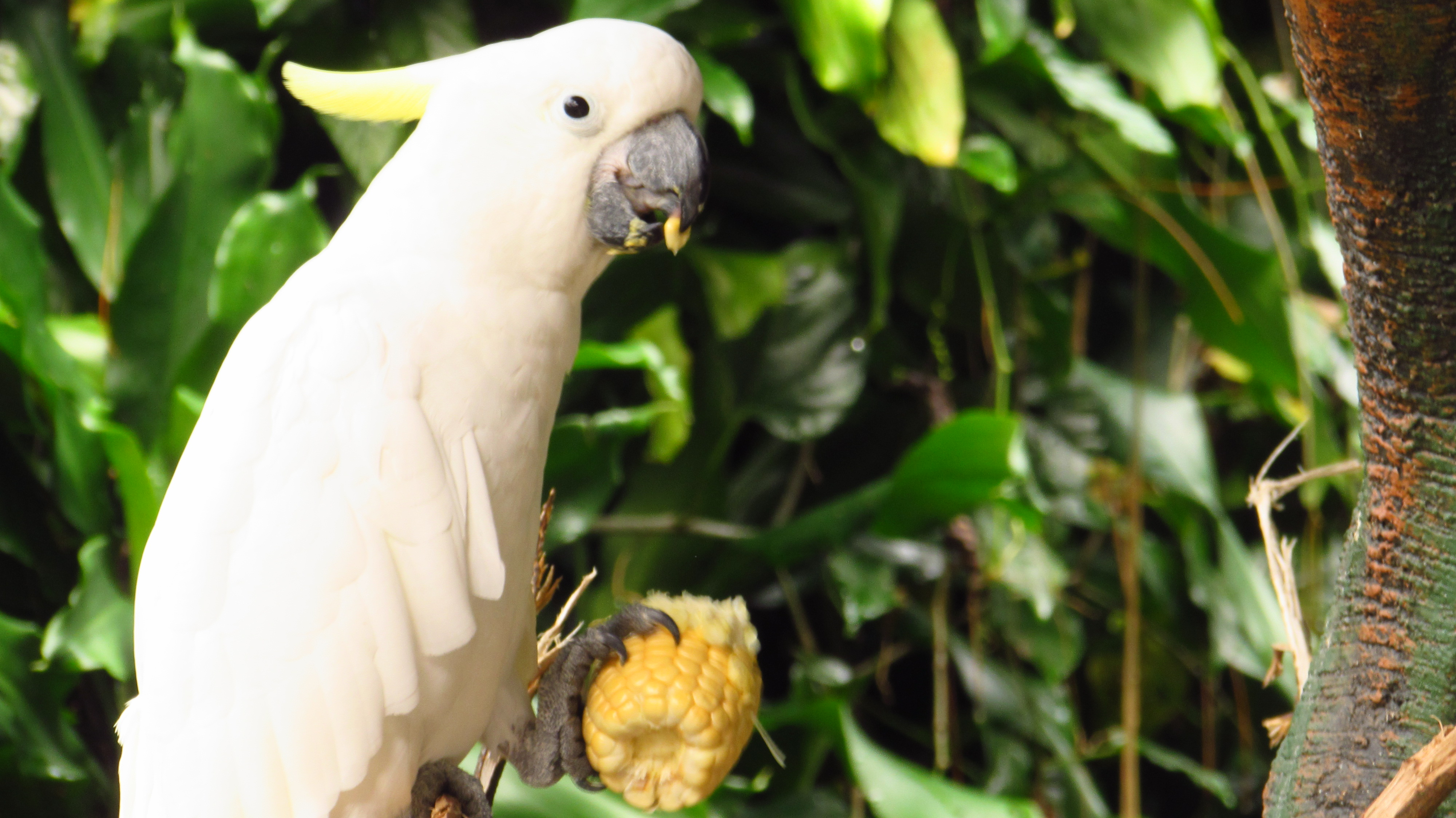
Cacatoès soufré.
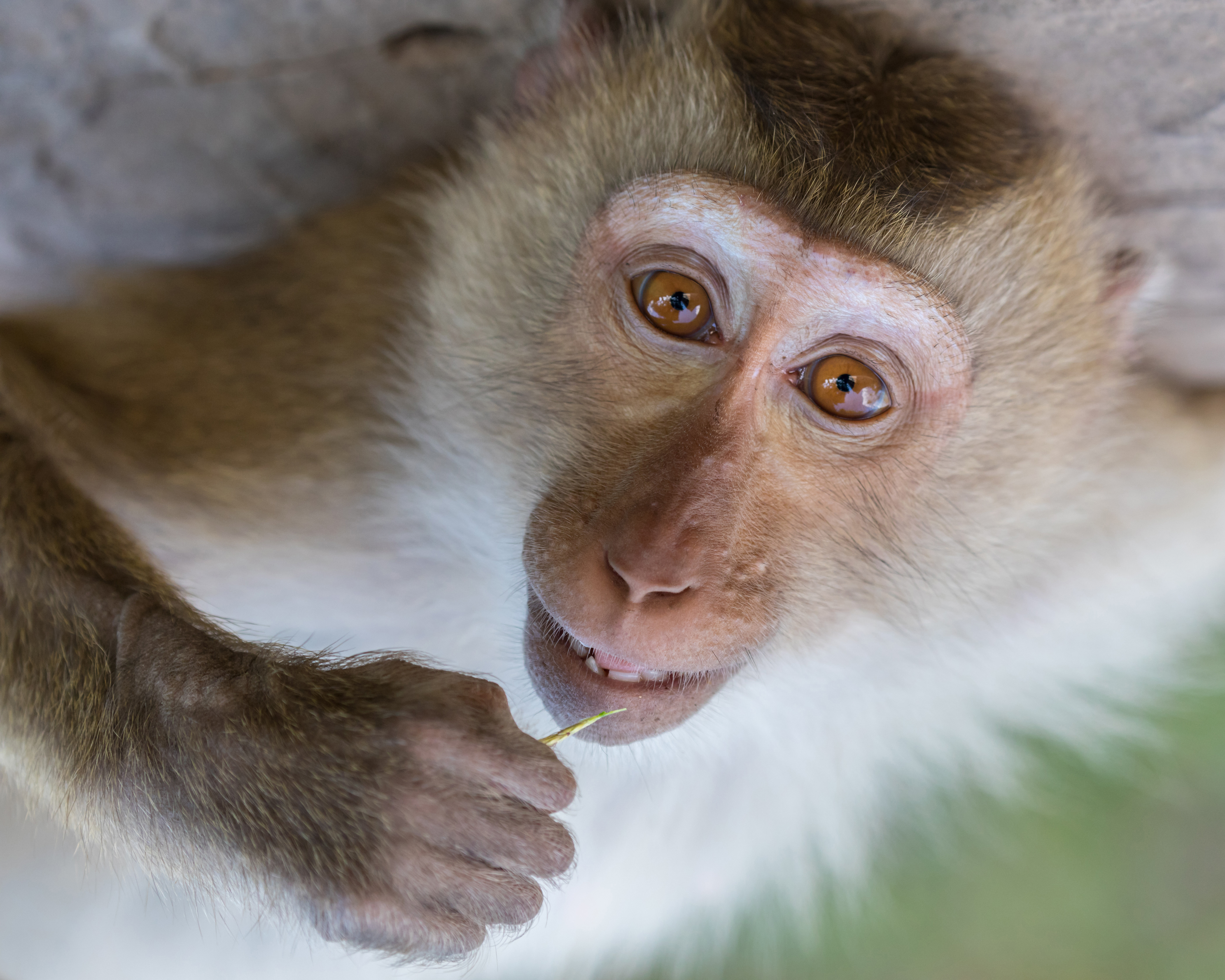
Macaque crabier.
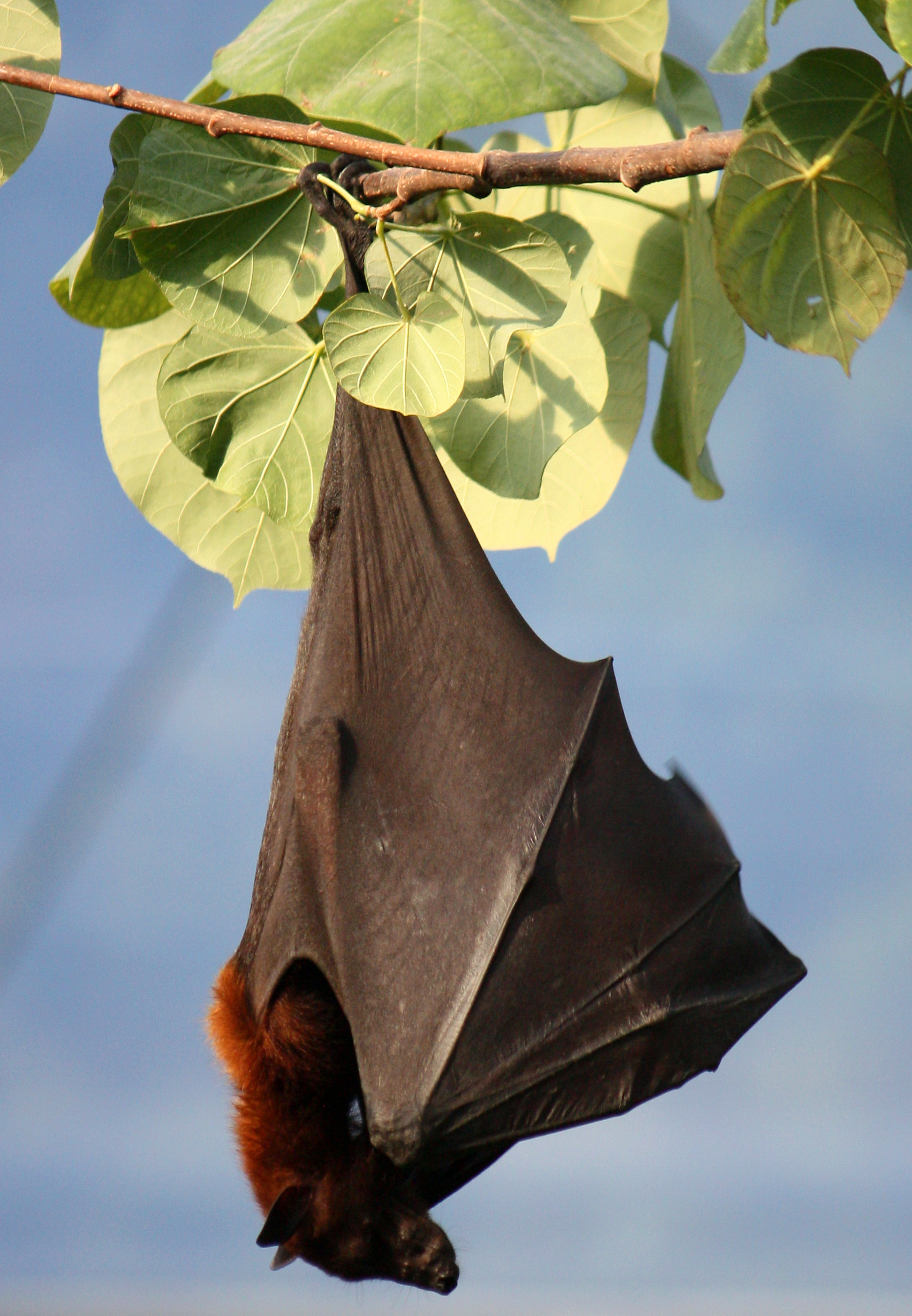
Roussette de Malaisie.
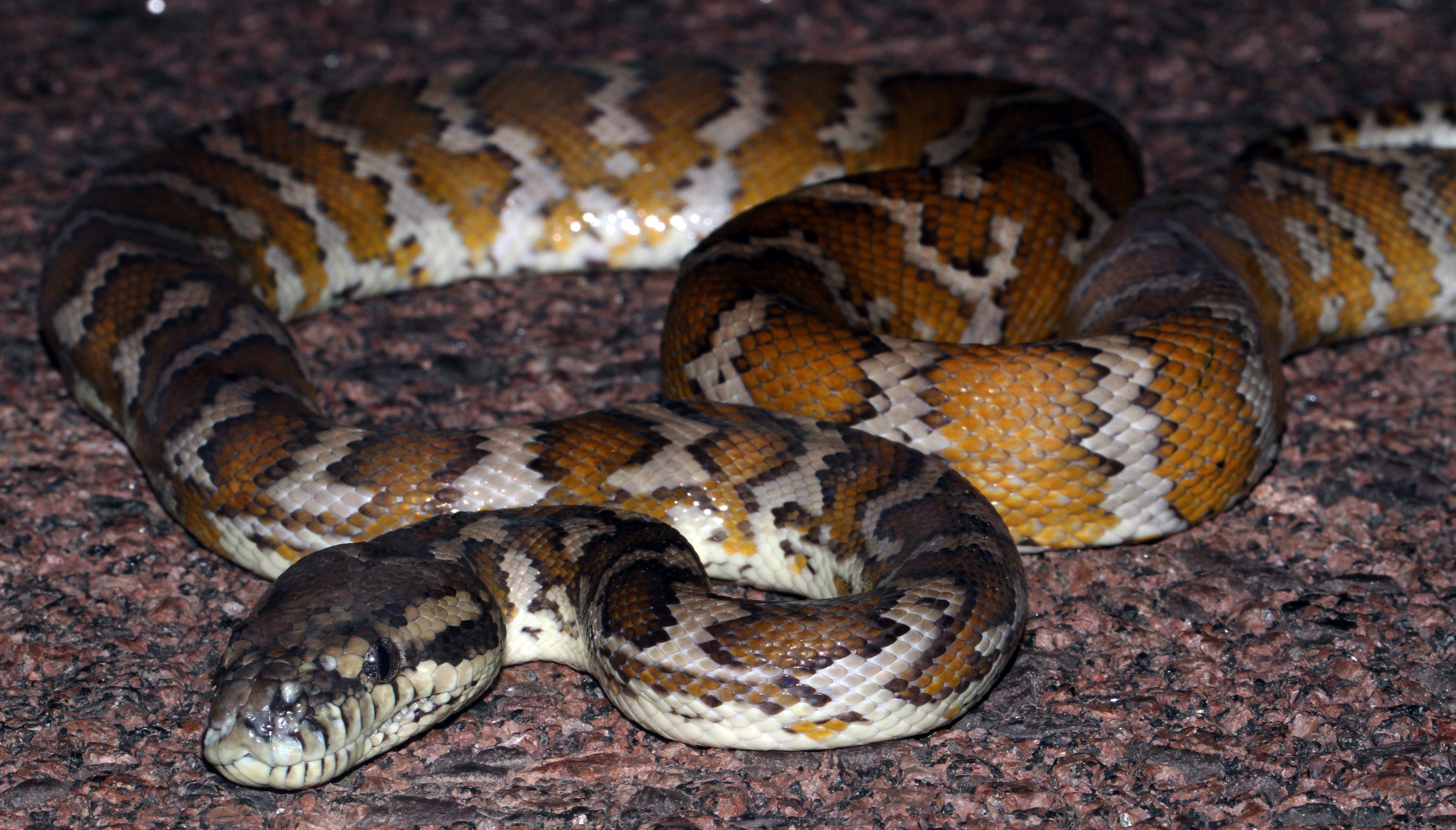
Python tapis.

Certaines espèces d'oiseaux comme les loriquets ou les cacatoès sont chassées illégalement par la population locale pour le trafic d'animaux exotiques. D'autres espèces sont chassées traditionnellement pour la consommation de viande comme le mégapode de Reinwardt (Megapodius reinwardt). Ces activités entraînent un déclin des populations d'oiseaux. Ainsi, le petit cacatoès à huppe jaune est proche de l'extinction sur l'île de Sumbawa.

## Histoire

### Histoire éruptive

#### Avant 1815

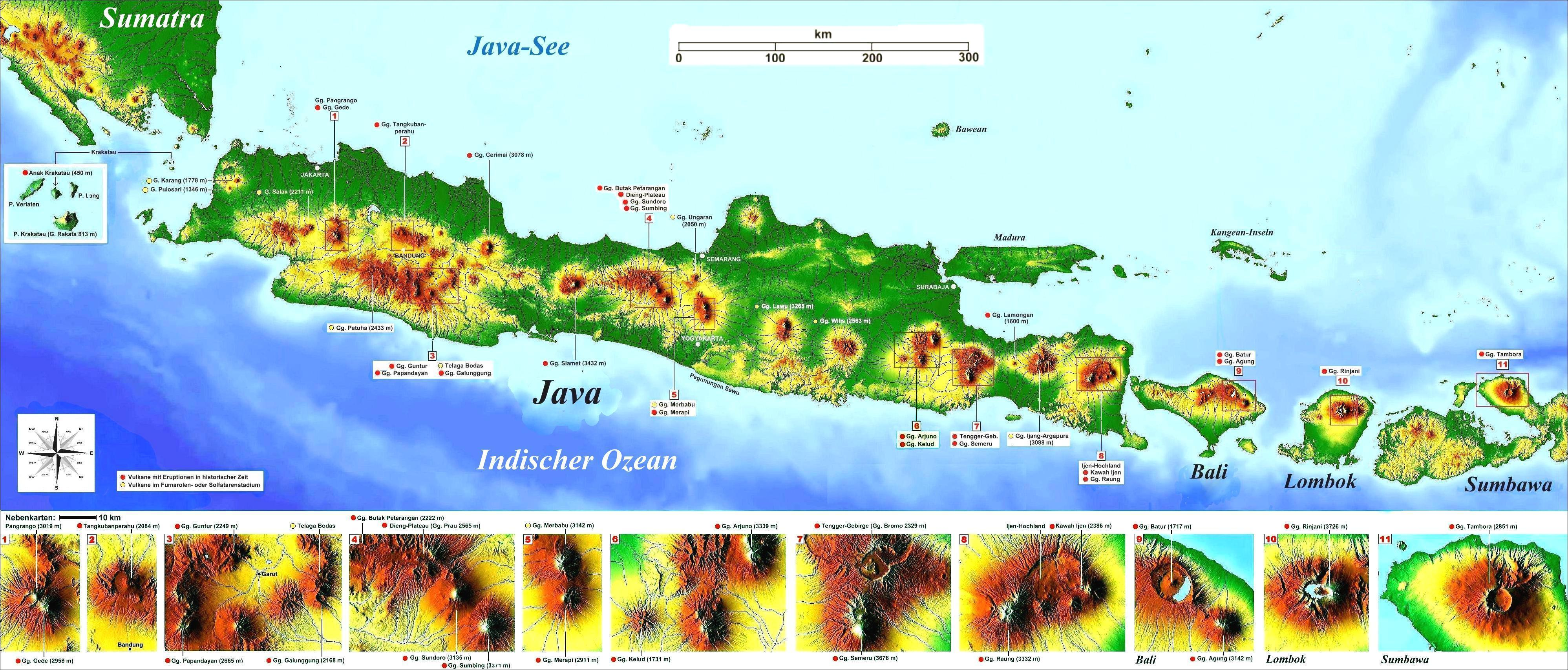
Carte topographique de l'alignement de volcans de l'arc de la Sonde, du Krakatoa à l'ouest jusqu'au Tambora à l'est.

La datation au carbone 14 a permis d'identifier trois éruptions au Tambora au cours de l'Holocène (12 000 ans à aujourd'hui) avant celle catastrophique de 1815. Leurs dates estimées sont 3910 av. J.-C. ± 200 ans, 3050 av. J.-C. et 740 apr. J.-C. ± 150 ans, mais leur ampleur n'est pas connue.
Les roches les plus anciennes connues correspondent à des coulées de lave ayant rempli une caldeira antérieure à partir de 43 000 ans avant notre ère (ce qui indique donc une éruption majeure avant cette date). Les roches antérieures à 1815 les plus récentes visibles au niveau de la caldeira sont organisées en deux formations correspondant à des alternances de retombées de téphra et de nuées ardentes : Black Sands et Brown Tuff. Cette dernière s'est mise en place entre 3895 av. J.-C. et 800 apr. J.-C., ce qui souligne une période d'inactivité totale du volcan pendant 1 000 ans, avant l'éruption de 1815.

#### Éruption de 1815

Carte des épaisseurs des retombées de cendre en 1815.

À partir de 1812, le Tambora devient modérément actif pendant plusieurs années avant d'atteindre une intensité éruptive maximale en avril 1815. La magnitude atteinte est de 7 sur l'échelle de l'indice d'explosivité volcanique (VEI), avec un volume total d'éjecta et de téphra estimé à 180 km3. Cette phase paroxysmique comprend des éruptions explosives du cratère principal, des coulées pyroclastiques, l'émission d'un panache volcanique jusqu'à 43 km d'altitude, et l'effondrement du sommet du volcan pour former la caldeira actuelle. L'altitude du volcan passe de 4 300  à   2 850 m. L'activité volcanique cesse le 15 juillet 1815.
L'éruption du Tambora en 1815 est considérée par certains volcanologues comme la plus violente des temps historiques, devant celle du volcan de l'ancienne île de Santorin, situé en Grèce, en 1610 av. J.-C., et celle du volcan Taupo, situé en Nouvelle-Zélande, en 230. Pour d'autres, d'après des études récentes, l'éruption en 1257 du Samalas, autre volcan indonésien, serait encore plus forte. L'éruption du Tambora a une puissance surpassant de dix mille fois celles des bombes A d'Hiroshima et de Nagasaki réunies. Les explosions du volcan sont entendues à plus de 1 400 km de distance. Des tsunamis s'abattent sur les îles alentour jusqu'à plusieurs centaines de kilomètres de distance. L'éruption même du volcan tue environ 92 000 personnes sur les îles de Sumbawa, Lombok et Bali. Sur ces îles, une obscurité presque complète est engendrée pendant plusieurs jours par les poussières en suspension dans l'atmosphère ; l'eau est contaminée par les cendres et devient impropre à la consommation.
L'éruption a d'importantes conséquences climatiques sur le plan mondial. Elle est à l'origine de l'« année sans été » de 1816, due à un hiver volcanique qui ruine les récoltes dans les zones tempérées de l'hémisphère nord. Celui-ci engendre des famines dans de nombreux pays dont la Chine, la France, l'Italie, l'Allemagne, le Royaume-Uni, ou encore les États-Unis et le Canada, qui font plus de 200 000 victimes. Des chutes de neige se produisent en plein été à Pékin, sur la côte nord-est des États-Unis (Maine, Massachusetts), en Italie et en Hongrie. En Europe de l'Ouest des pluies torrentielles provoquent des inondations,,. À l'échelle mondiale, la poussière et les aérosols du volcan restent présents dans l'atmosphère pendant trois ans.

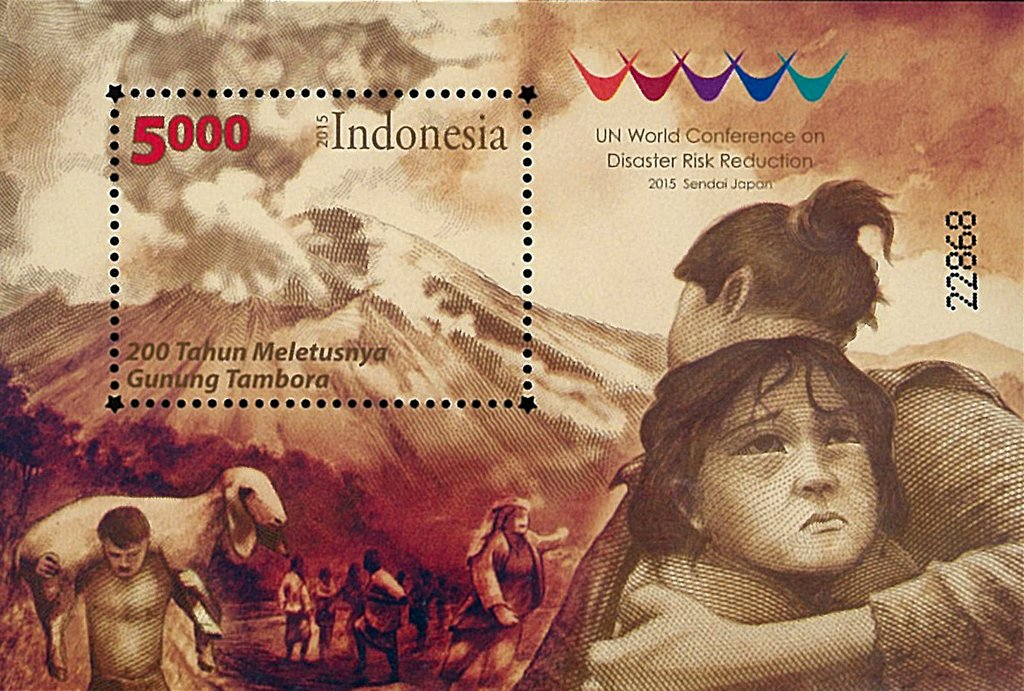
Timbre indonésien commémorant les 200 ans de l'éruption de 1815.

Une étude scientifique de 2023 réévalue l'importance de l'éruption et confirme que les conséquences sur le climat sont en grande partie liées à l'émission de plus 147 millions de tonnes de dioxyde de soufre dans la stratosphère. Cette nouvelle estimation fait de l'éruption de 1815 la plus importante depuis 2 000 ans quant à la quantité de dioxyde de soufre dégazée.

#### Après 1815
L'activité reprend en août 1819, marquée par une petite éruption avec des gaz brûlants et quelques répliques explosives, considérée comme faisant partie de l'éruption majeure de 1815. Cette petite éruption tardive est estimée à 2 sur l'échelle VEI.
Vers 1880, des éruptions sont observées à l'intérieur de la caldeira du Tambora, qui créent de petites coulées de lave et des extrusions de dômes de lave. Elles sont estimées à 2 sur l'échelle VEI. Cette série d'éruptions crée un nouveau cône nommé Doro Api Toi à l'intérieur de la caldeira.
Au cours des XIXe et XXe siècles, le Tambora reste actif, des coulées de lave de faible ampleur et des dômes étant observés dans le fond de la caldeira. La dernière éruption officiellement enregistrée date de 1967. Cependant, il s'agit d'une éruption très modeste avec un indice de 0 sur l'échelle VEI, ce qui signifie qu'elle n'est pas explosive. En avril 2011, sont signalées une activité sismique faible bien qu'en augmentation, consistant en de petites secousses, ainsi que quelques émissions de fumées dans la caldeira. En août, le niveau d'alerte dans la zone autour du volcan est relevé de I à II. Ceci entraîne un début d'exode de la population locale, qui revient sur place une fois le volcan calmé et l'alerte levée.

### Culture de Tambora

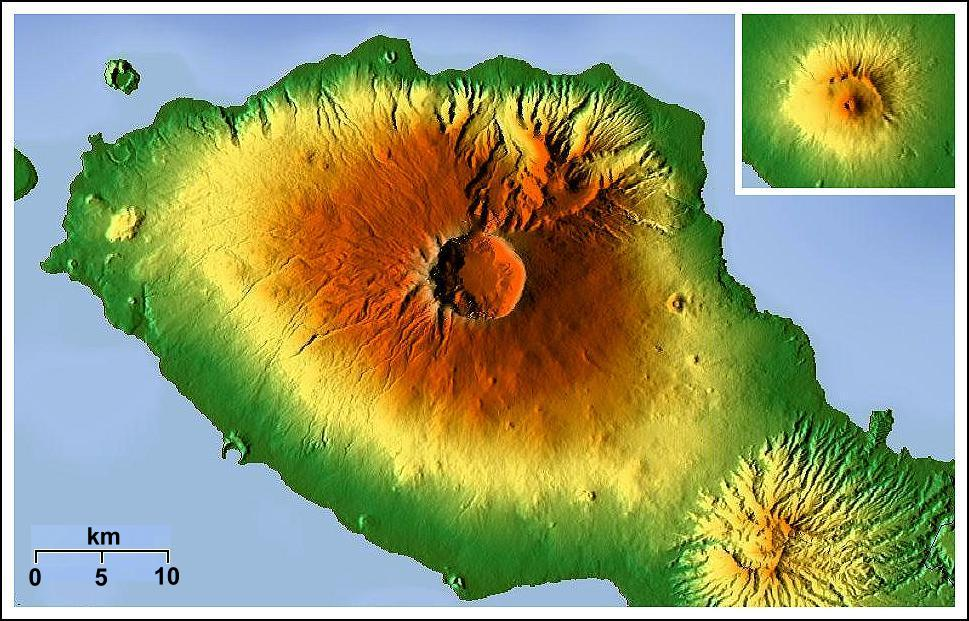
Comparaison à la même échelle des cartes topographiques du Tambora (image principale) et du Vésuve en Italie (encart en haut à droite).

La culture autochtone dite « de Tambora » est complètement anéantie par l'éruption de 1815. Son existence et sa spécificité sont découvertes seulement en 2004 lors de fouilles archéologiques menées par une équipe mixte dirigée par Haraldur Sigurðsson et composée de scientifiques de l'université de Rhode Island, de l'université de Caroline du Nord à Wilmington et de la Direction indonésienne de la volcanologie. L'équipe met au jour des traces d'habitation à environ 25 km à l'ouest de la caldeira et à 5 km du rivage, en plein milieu de la jungle. Pour cela il faut creuser dans des dépôts de ponce et de cendre volcanique de trois mètres d'épaisseur, accumulés lors de l'éruption de 1815.
Les ruines d'une maison contenant les ossements de deux adultes, des bols en bronze, des pots en céramique, des outils en fer et d'autres artefacts sont localisées à l'aide d'un géoradar avant d'être excavés. Des tests en laboratoire révèlent que les objets ont été carbonisés par la chaleur intense, ce qui confirme la destruction du site par l'éruption. Sigurðsson qualifie cette découverte de « Pompéi de l'Orient », les médias parlent du « royaume perdu de Tambora ».
L'origine de la culture de Tambora reste énigmatique. De nombreux villages de la région se sont convertis à l'islam au XVIIe siècle, mais les structures découvertes jusqu'à présent ne montrent pas d'influence islamique. Sur la base des artefacts trouvés, tels que des objets en bronze et de la porcelaine finement décorée probablement d'origine viêt ou khmère, les chercheurs concluent que les habitants sont des commerçants aisés. Avant l'éruption, les habitants de Sumbawa sont connus en Asie du Sud-Est pour leurs chevaux, leur miel, leur bois rouge (pour la teinture) et leur bois de santal (pour l'encens et la médecine). La région est alors très productive sur le plan agricole. D'autres investigations au géoradar mettent en évidence, sous l'épaisse couche de dépôts volcaniques, un paysage agricole largement modelé par les populations humaines et dominé par des cultures en terrasses.
La langue parlée par le peuple de Tambora a également disparu avec l'éruption. Les linguistes ayant examiné les données lexicales disponibles, répertoriées dans certains écrits ayant survécu à la catastrophe, établissent que le tambora n'est pas une langue austronésienne, comme on aurait pu s'y attendre dans cette région, mais soit un isolat linguistique, soit plus probablement une langue papoue dont la famille linguistique d'origine se situe 500 kilomètres plus à l'est. Ceci conforte la thèse d'une population de Tambora différente du reste de l'île de Sumbawa et constituée de marchands et navigateurs.

## Activités

### Agriculture

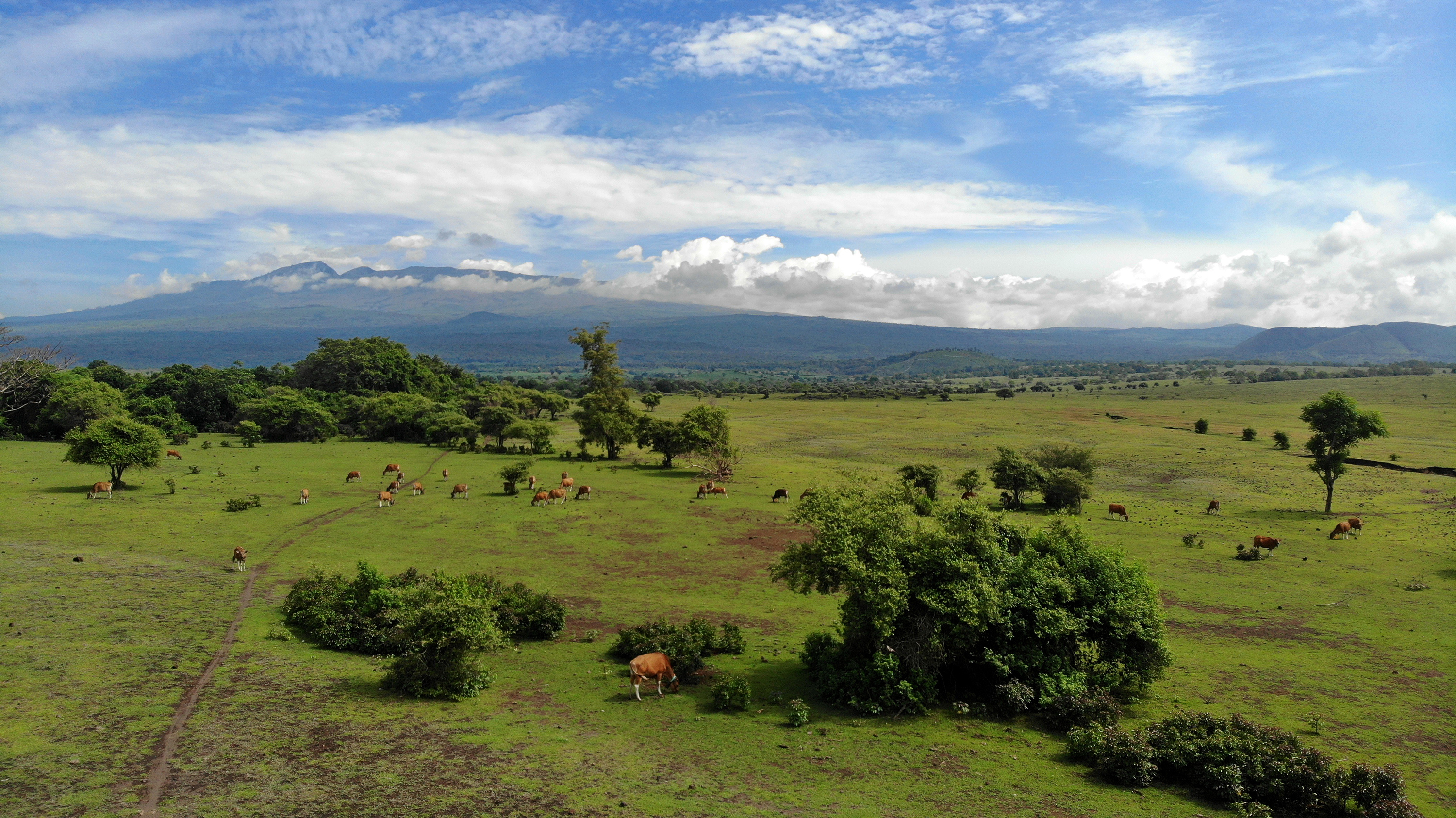
Savane et bétail au pied du Tambora.

La région du Tambora étant peu peuplée et rurale, l'agriculture reste la première activité avec principalement la riziculture ainsi qu'occasionnellement l'élevage de bétail dans les savanes. Il y a également des plantations d'anacardiers et de caféiers sur les basses pentes du volcan, principalement au nord-ouest.

### Tourisme
La région est peu touristique mais le gouvernement cherche à développer ce secteur en se concentrant sur la randonnée et les sports de pleine nature.

### Protection environnementale

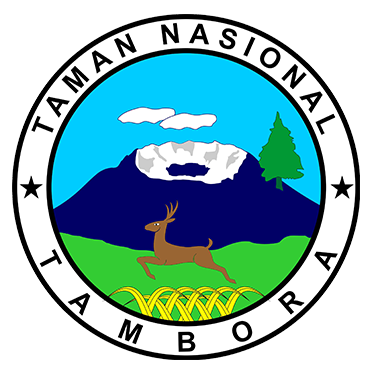
Logo du parc national du Mont Tambora.

Une concession d'exploitation forestière située sur les pentes du Tambora est accordée par le gouvernement en 1972, ce qui constitue une menace pour la forêt tropicale à long terme. Cette concession pour la coupe de bois représente une superficie de 20 000 hectares, soit 25 % de la superficie totale de la forêt du Tambora. Par ailleurs, une autre partie de la forêt tropicale est utilisée comme terrain de chasse. Entre les deux se trouve alors une réserve naturelle abritant de nombreux animaux sauvages.
En 2015, soit exactement 200 ans après l'éruption destructrice, la réserve naturelle et la réserve de chasse fusionnent pour former un nouveau parc national indonésien. Le parc national du Mont Tambora couvre 716 km2. En 2017, la zone de conservation se voit également attribuer le statut de géoparc.

### Recherche scientifique
La région du Tambora attire des scientifiques du monde entier, spécialistes en sismologie, volcanologie, archéologie et biologie. Deux chemins d'accès à la caldeira sont possibles. Le premier depuis Doro Mboha au sud-est, d'abord en voiture puis par environ une heure de marche. C'est souvent le camp de base pour les activités scientifiques. Le second accès se fait depuis Pancasila au nord-ouest, entièrement à pied et nécessite 14 heures de marche.

### Évaluation et prévention des risques

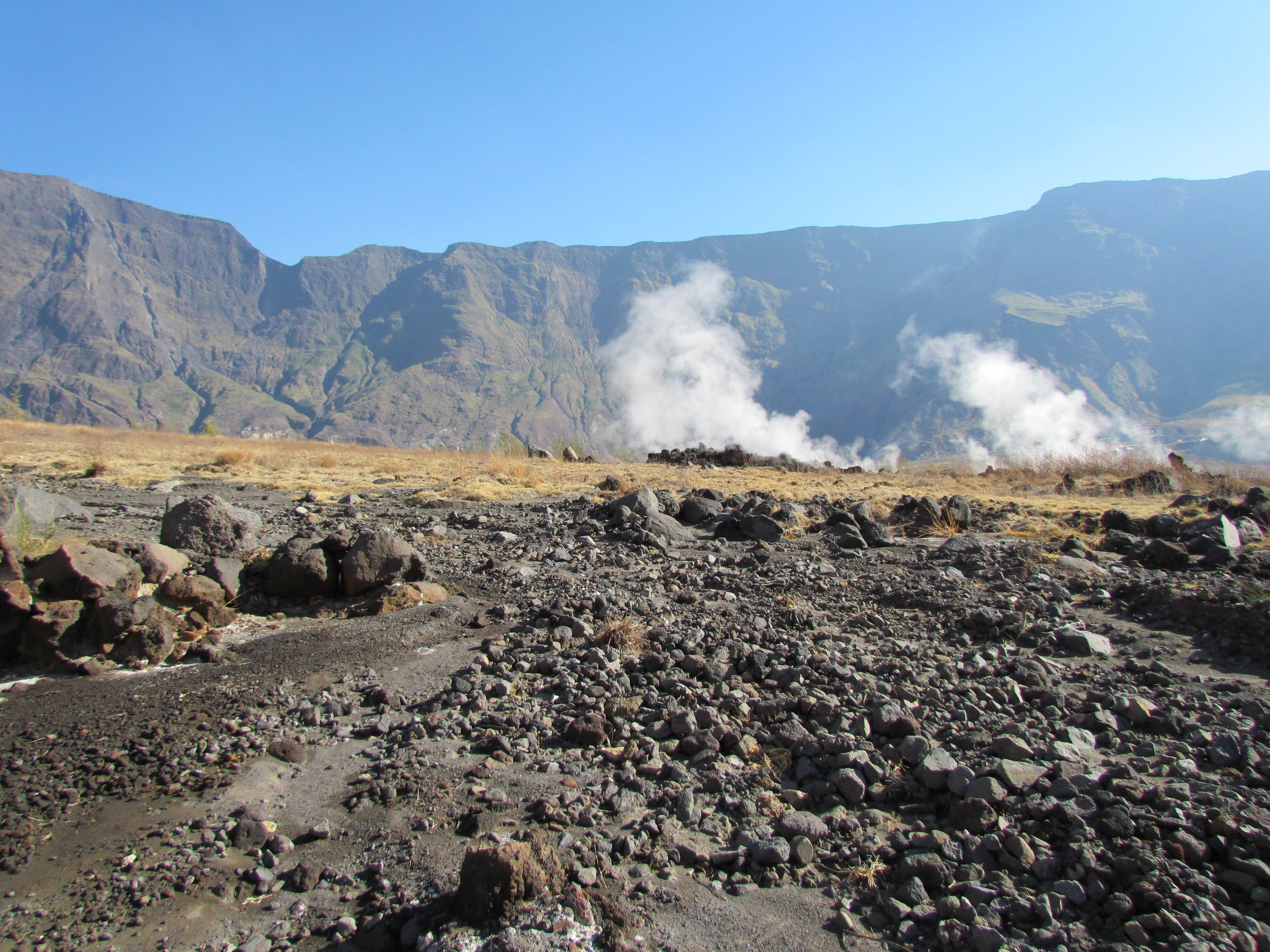
Vue du fond de la caldeira du Tambora avec des fumerolles.

Depuis 1815, la population indonésienne a augmenté significativement ; sans mesure de prévention une éruption similaire aujourd'hui ferait potentiellement beaucoup plus de victimes. En 2020, le pays compte 270 millions d'habitants, dont 56 % concentrés sur l'île de Java qui se trouve relativement proche. Un événement aussi important que l'éruption de 1815 aurait un impact dévastateur sur environ 8 millions de personnes.
L'activité sismique du Tambora est surveillée par la Direction de la volcanologie et de la prévention des risques géologiques qui maintient un réseau national en Indonésie. La station de surveillance du Tambora est située dans le village de Doro Peti au nord-ouest du volcan et se concentre sur l'activité sismique et tectonique du volcan à l'aide de sismomètres. Il n'y a pas eu d'augmentation significative de l'activité sismique depuis l'éruption de 1880. Une surveillance continue est également effectuée par des observations directes à l'intérieur de la caldeira, en particulier sur le cône secondaire Doro Api Toi affecté par des fumerolles et solfatares.
La Direction a créé un plan de prévention des risques pour le Tambora, qui désigne deux zones en cas d'éruption : une zone de danger et une zone de prudence. La zone de danger identifie les périmètres qui seraient directement touchés par les nuées ardentes, les coulées de lave ou les chutes d'éjectas. Elle comprend des périmètres tels que la caldeira et ses environs, soit une étendue de 58,7 kilomètres carrés où il est interdit d'habiter. La zone de prudence est constituée de terres susceptibles d'être indirectement affectées par les lahars et autres chutes de pierres ponces. La zone de prudence s'étend sur 185 kilomètres carrés ; elle est habitée, comprenant les villages de Pasanggrahan, Doro Peti, Rao, Labuan Kenanga, Gubu Ponda, Kawindana Toi et Hoddo. La rivière Guwu, située dans les parties sud et nord-ouest de la montagne, est également incluse dans la zone de prudence.

## Honneur
L'astéroïde (46824) Tambora porte son nom.